# Abram Gozenpoud
Abram Gozenpoud (en russe : Aбрам Акимович Гозенпуд) né le 10 juin 1908 (23 juin) à Kiev et décédé le 2 juin 2004 à Saint-Pétersbourg, est un critique littéraire et musicologue soviétique puis russe des XIXe siècle et XXe siècles.
Il est docteur en histoire de l'art depuis 1963, auteur d'environ cinq cents textes de recherches diverses dans le domaine musical et littéraire. Parmi ses œuvres, on compte les sept volumes classiques sur l'opéra russe.
Il est le frère du compositeur de musique et pianiste soviétique Matveï Gozenpoud.

## Biographie
En 1930 il termine ses études à la faculté de littérature de l'Université nationale Taras-Chevtchenko de Kiev. À partir de 1934, il enseigne dans les facultés de Kiev et s'occupe de traduction littéraire, surtout de textes en ukrainien. Au début de la guerre, en 1941, il quitte Kiev à pied, craignant l'arrivée prochaine des troupes allemandes. Dès la fin de la guerre en 1946, il devient professeur dans l'enseignement supérieur à Kiev et à Sverdlovsk. En 1946, il soutient une thèse sur l'art : « Shakespeare et la musique ». Il apparaît dans la presse avec ses articles sur la critique de théâtre et de l'opéra. Bientôt il va s'installer à Moscou. En 1948 et 1949, il dirige la section littéraire du Théâtre Maly de Moscou et le conseil musical de l'Union des artistes de théâtre de Russie.
Après la guerre a commencé la campagne contre le cosmopolitisme. Gozenpoud doit se cacher. Il utilise le pseudonyme d'Akimov. Durant plusieurs années il vit pratiquement sous un statut semi-légal à Moscou, où il trouve refuge et protection contre l'arbitraire grâce à Ivan Moskvine et Vassili Katchalov. Puis, après une dénonciation, il retourne à Kiev, où sous la menace d'une arrestation imminente il parvient à s'enfuir à Leningrad. Là il enseigne à l'Institut du théâtre, fait des recherches dans les archives et les bibliothèques parmi lesquelles la Maison Pouchkine, où il présente sa thèse de doctorat en philologie.
Depuis 1953, il est doyen des chercheurs du département de musique de l' Académie des arts du théâtre de Saint-Pétersbourg et depuis 1979 il est professeur-consultant. En 1963 il défend sa thèse de doctorat en histoire de l'art « Le théâtre musical en Russie ».
On retrouve parmi ses amis Anna Akhmatova, Dmitri Chostakovitch et d'autres acteurs de la vie culturelle de Leningrad.
Il meurt le 2 juin 2004 à Saint-Pétersbourg, et il est inhumé au cimetière de Novodievitchi .

## Activité
Abram Gozenpoud est l'auteur de travaux sur l'histoire du théâtre et de la musique russe et étrangère. Il a traduit en russe et en ukrainien des œuvres de Shakespeare, Schiller John Keats, Byron, Gerhart Hauptmann, Ludvig Holberg, et encore le libretto de l'opéra « La Mégère apprivoisée » de Vissarion Chebaline. On trouve dans son héritage littéraire des dizaines de monographies parmi lesquelles les sept tomes sur l'histoire de l'opéra russe. Il écrit aussi quantité de publications, de travaux sur l'art dramatique russe et étranger, sur la présence de la musique dans les œuvres de Pouchkine, Dostoïevski, Lermontov, Ivan Tourgueniev, des biographies des chanteurs Ivan Erchov, Fédor Chaliapine. En 1958, paraît à Leningrad un ouvrage sur Conrad Ferdinand Meyer compilé et rédigé par Gozenpoud. On y trouve des traductions de poèmes.

### Œuvres
- Œuvres de Piotr Ilitch Tchaïkovski, approche concernant l'opéra (en ukrainien), Kiev. 1940 ;
- Lermontov et l'art (en ukrainien). Kiev, 1941;
- Mykola Lyssenko et la culture musicale russe. Moscou., 1954 ;
- Nikolaï Rimski-Korsakov. Thèmes et idées de ses œuvres d'opéra. Moscou., 1957 ;
- Traductions de poésie classique (. Traduction en russe de vers de Conrad Ferdinand Meyer)
- (ru)A Gozenpoud/ Гозенпуд А., Le théâtre musical en Russie / Музыкальный театр в России, Л., Музгиз,‎ 1959, 784 p.
- (ru)L'opéra russe et soviétique /Русский советский оперный театр (1917-1941).Очерк истории, Л., Музгиз,‎ 1963, 440 p.
- (ru)dictionnaire de l'Opéra/Оперный словарь, М. — Л., "Музыка",‎ 1965, 480 p.
- (ru) Chemins et croisements. La dramaturgie anglaise et française au XX e. Leningrad.: Искусство, 1967.
- (ru) Le théâtre et l'opéra russe au XIXe  (1836-1856), Л., "Музыка" Ленингр. отд.,‎ 1969, 464 p.
- (ru)Sergueï Iourevitch Levik. Четверть века в опере, М., "Искусство",‎ 1970, 536 p., « Предисловие »
- Théâtre russe du XIXe (1857—1872). Leningrad., 1971;
- (ru)Choix d'articles/Избранные статьи, Л.-М., Le compositeur soviétiqueСоветский композитор,‎ 1971, 240 p.
- (ru) Dostoïevski et la musique . Leningrad., 1971;
- (ru)Opéra russe du XIXe (1873-1889), Л., "Музыка" Ленингр. отд.,‎ 1973, 328 p.
- (ru)Le théâtre russe entre les XIX-XXe ss. Fédor Chaliapine (1890-1904), Л., "Музыка" Ленингр.отд.,‎ 1974, 263 p.
- (ru) L'opéra russe entre deux révolutions. 1905-1917, Л., "Музыка" Ленингр.отд.,‎ 1975, 367 p.
- (ru) Dostoïevski et l'art musical et théâtral, Leningrad : Советский композитор, 1981.
- (ru) Ivan Erchov, la vie d'un chanteur d'opéra ; édition Советский композитор, 1986 (deuxième édition, avec des suppléments — 1999)
- (ru) Petit dictionnaire de l'opéra : 1989.
- (ru)La maison Engelgradta au XIXe à Péterbourg, СПб., Советский композитор,‎ 1992, 246 p. (ISBN 5-85285-223-6)
- (ru) Ivan Tourgueniev et la musique ; recherches , Saint-Pétersbourg 1994
- (ru) Leoš Janáček et la culture russe. L., 1984.
- (ru) Richard Wagner et la culture russe. Leningrad., 1990.

- Lors de son dernier interview il dit : « Oui j'écris depuis longtemps, mais les publications n'ont pas toujours suivi ». Sur Michael Tchekhov, sur M. Davydova, sur Mikhaïl Tarkhanov. J'ai un texte dactylographié sur Boulgakov. J'ai aussi un texte « Pouchkine et Mozart ». Seront-ils publiés[4] ?

## Faits intéressants
Dans une interview, Gozenpoud explique que son père avait posé la question suivante concernant ses propres enfants à Léon Tolstoï lui-même : 
« Mon père s'adressa dans une lettre à Léon Tolstoï en 1910, trois mois avant la mort de ce dernier. J'avais deux ans. Il ne s'agissait pas de moi mais de mes frères aînés. L'un des deux est devenu plus tard ingénieur-chimiste, et l'autre musicien ( c'est lui qui m'ouvrit la voie vers la musique) pianiste et compositeur, professeur au conservatoire de Kiev.
Mon père lui demande à propos de l'enseignement supérieur s'il était vrai qu'il existât pour les Juifs un « quota juif » un numerus clausus particulier aux Juifs. Bien sur, il pouvait nous emmener à l'étranger, mais cela lui semblait à lui impossible. Tolstoï répondit de manière très particulière : l'enseignement supérieur n'est rien d'autre qu'un moyen d'exploitation des travailleurs, des ouvriers. C'est pourquoi il est préférable d'apprendre aux enfants un métier ou, encore mieux, qu'ils deviennent paysans. C'est quelque chose d'être Juif ! Cette lettre a été éditée de nombreuses années après la mort de Tolstoï ».